# Age of Conan: Hyborian Adventures
Age of Conan: Hyborian Adventures – gra komputerowa typu MMORPG oparta na świecie opisanym przez pisarza fantasy Roberta E. Howarda. Luźno nawiązuje do popularnych opowieści o Conanie Barbarzyńcy, bohaterskim wojowniku z Cymerii. Fabuła ma miejsce w parę lat po wydarzeniach opisanych w Godzinie Smoka. Gra wyprodukowana przez firmę Funcom w 2008 roku, w Polsce została wydana przez CD Projekt. Przeznaczona jest na PC. Wersja na Xbox 360 została anulowana.
Age of Conan jest pierwszą w pełni zlokalizowaną po polsku grą MMO.
11 maja 2010 wydano dodatek do gry pt. Rise of the Godslayer (Narodziny Zabójcy Bogów), którego akcja toczy się w cesarstwie Khitai (odpowiednik Chin).
31 sierpnia 2011 ukazał się mniejszych rozmiarów dodatek (tzw. Adventure Pack) pod tytułem The Savage Coast Of Turan.
Gra początkowo była dostępna jedynie w wersji abonamentowej. Zmiana w dostępie do gry nastąpiła 1 lipca 2011 roku, gdy wprowadzony został tryb free-to-play, który wiązał się również ze zmianą nazwy na Age of Conan: Unchained. Wersja bezpłatna posiada znaczne ograniczenia w porównaniu do wersji płatnej.

## Założenia gry

### Tło fabularne
Pradawne królestwo Aquilonii położone jest w sercu Hyborii. W czasach ekwiwalentnych do „naszego” średniowiecza na tron wstąpił nie znający strachu wojownik, uosobienie potęgi – Conan Cymeryjczyk. Nie cieszy się on poparciem wszystkich mieszkańców królestwa, ale głosy sprzeciwu tłumione są żelazną pięścią króla. W tym oto otoczeniu swą przygodę rozpoczyna gracz, który przez wiele nadchodzących godzin spędzonych w wirtualnym świecie zmuszany będzie do walki o przetrwanie.

### Cechy charakterystyczne
Autorzy gry odtworzyli najbardziej znane spośród opisanych przez twórcę Conana postaci i obszarów świata. Zaprojektowali również nowe modele, będące ich własnym wkładem w świat Hyborii. Jedną z unikatowych cech gry jest oparty na kombosach system walki.
Gracze dostają pod swą pieczę kilka różnych sposobów posługiwania się mieczem, a to, jak je wykorzystają, otwiera nowe możliwości w szermierce i fechtunku – dodatkowe ciosy i ich kombinacje, obrażenia specjalne, przyśpieszenie ruchów itp.
Gra daje nowemu graczowi czas na obeznanie się z podstawowymi zasadami gry w krótkim trybie dla jednego gracza. Wycieczka do miejsc dostępnych już wielu graczom naraz ma miejsce dopiero po zdobyciu podstawowych umiejętności i zapoznaniu się z elementarnymi regułami rozgrywki.

### Technologia
Gra Age of Conan została zaprogramowana na silniku DreamWorld. Zmodernizowana od 1996 roku technologia silnika gry pozwala obsłużyć DirectX zarówno w wersji 9, jak i 10, system dynamicznego oświetlenia i cykl dnia i nocy. Głównym zamierzeniem programistów było stworzenie takiego modelu świata, aby móc pokazywać ogromne połacie terenu nie rezygnując w międzyczasie z pokrywających je szczegółów. Wysokiej jakości grafikę wspiera równie zaawansowany system dźwiękowy, eksperymentalnie obsługujący system nagłośnienia 7.1. Gra obsługuje złożony system walki i combosów u postaci walczących w zwarciu.

## Świat Conana
Age of Conan to gra MMORPG oferująca graczom unikatowe systemy prowadzenia walki i przeżywania przedstawionych historii. Pozwala wcielić się w jedną z wielu postaci i wykorzystać dziesiątki ich umiejętności w dobieranych własnym wyczuciem kombinacjach.

### Krainy
- Aquilonia

Aquilonia położona jest na wschód od ziem dzikich plemion Piktów, na zachód od wojowniczej Nemedii, na północ od bezwzględnej Zingary i na południe od cymeryjskiej tundry. Pogoda jest tam bardzo łagodna, a żyzne grunty orne są poprzeplatane i nawadniane przez jedne z większych rzek na świecie. Bardzo powszechnym i lubianym zajęciem są polowania. Dzikie ścieżki i zwykłe drogi są patrolowane przez aquilońskie wojska. Na pierwszy rzut oka jest to spokojne królestwo, obejmujące duży kawał hyboryjskiej ziemi.
Prawda wygląda zgoła inaczej. Mimo iż barbarzyński król Conan z Cymerii zadał sobie wiele trudu, aby jego królestwo było bezpieczne od zewnętrznych zagrożeń i wewnętrznych sprzeczek, Aquilonią targają różne niepokoje. Kraj ten stał się siedliskiem intryg i polityków, którzy nie zdejmują ręki z rękojeści miecza. Jest wielu ludzi nazywających te ziemie swoim domem i rzeźbiących kilkanaście niewidzialnych granic w samym królestwie. Bossonianie, Poitanianie, Gundermeni i inni roszczą sobie prawa do tych ziem, które obecnie znajdują się pod panowaniem króla Conana.
- Cymeria

Twardy i surowy region tundry, gór i pól przykryty zimnym, szarym całunem niebios. Jest okrążona przez tych, którzy chcieliby zniszczyć albo podbić plemiona barbarzyńskie zamieszkujące ten teren od czasów Atlantydy. Ten trudny i surowy teren jest często zalewana przez krew Piktów, najeźdźców vanirskich oraz wszystkich tych, którzy chcieli podbić tę krainę. Prawdopodobnie nikt nie będzie w stanie podbić tej krainy lub tych ludzi, którzy codziennie muszą walczyć o życie w tym trudnym regionie, podczas wojen klanowych, gdzie siła i przebiegłość są kluczem do zwycięstwa i zachowania życia.
- Stygia

Pustynne królestwo Stygii zamieszkuje, możliwe, że najbardziej okryty złą sławą naród w Hyborii. Jest to ojczyzna, miejsce narodzin, dom i źródło kapłanów Seta – wężowego boga ciemności. Cały kraj jest rządzony przez kastę kapłanów Seta. Od zachodniego wybrzeża do brzegu rzeki Styks, siła i władza kultu Seta jest niepodważalna.
Stygia graniczy z ciemnoskórymi Kuszytami. Od południa z kanibalami Darfari, a od północy z wpływowymi kupcami z Shem. Żaden z sąsiadów nie wzbudza strachu czy zagrożenia. Żelazna wiara w Seta, który spogląda na wszystkich obcych z wyższością i z przekonaniem, że są to istoty niższe, które jeszcze nie odkryły prawdziwej wiary. Obcy są dla Stygijczyków nikim i tylko trzask zamykających się kajdan dzieli ich od niewolnictwa.

### Główne Miasta
- Khemi

Tuż przy ujściu Styksu do Zachodniego Morza znajduje się miasto Khemi. Jest to surowa wizja wielkiego miasta, nad którym dumnie góruje cytadela. Twierdza jest siedzibą książąt, przez co miasto jest najważniejsze i najpotężniejsze w Stygii. Khemi to również główny morski port królestwa, ale cumuje tam wyłącznie marynarka wojenna. Niewielu śmiałków próbowało zaatakować Stygię od strony morza, gdyż bliski związek z mrocznym Setem budzi lęk, nawet wśród najodważniejszych tego świata. Nawet ci, którzy kwestionują tę wiarę, pomyślą dwa razy zanim wejdą do Stygii.
- Stara Tarantia

Nazywane przez kronikarzy „najbardziej królewskim miastem zachodniego świata”, Tarantia jest miastem cudów i najważniejszą twierdzą Aquilonii. Linia horyzontu jest poprzerywana niebieskimi wieżami ze złotymi ozdobami, a wiele budynków jest tak olśniewających, że człowiek nie może skupić wzroku na jednym elemencie. Wybudowana poziomowo, jak klif rzeki Khorotas, Tarantia jest podzielona murami na dzielnice różnych warstw społecznych. Prawdopodobnie najsławniejsza z tych dzielnic to Stara Tarantia.
- Tortage

Na jednej z największych wulkanicznych Wysp Baracha na Morzu Zachodnim, znajduje się przystań przemytników, złodziei i piratów. Wkomponowane między czarne i skaliste klify, miasto o takiej samej nazwie – Tortage. Jest jedynym portem poza stałym lądem Hyborii. Chociaż założony przez argosseańskich marynarzy, stał się rajem dla łotrów, handlarzy niewolników i piratów. W tym miejscu mieszają się wszystkie ludy Hyborii. Cymerianie, Aquilończycy i Kuszyci żyją obok Zingaranów, Semitów, Stygijczyków i Piktów.

### Bogowie
- Mitra

"Mitra wolałby mieć ludzi stojących przed nim – nie pełzających na swych brzuchach jak robaki lub rozlewających krew zwierząt we wszystkich jego ołtarzach” – Czarny kolos, Robert E. Howard.
- Crom

Crom jest głównym bogiem cymeryjskiego panteonu okrutnych bogów, włada losem i śmiercią ze swojej siedziby na wielkiej Górze Gór (Górze Croma) należącej do łańcucha Ben Morgh – najświętszego miejsca w Cymerii.
- Derketo

Bogini płodności i lubieżności, pierwotnie czczona w Shem. Derketo można znaleźć pośród wielu panteonów południowych królestw, a zwłaszcza w Stygii i Kush. W Stygii, bogini jest bóstwem dekadencji i rozpusty, będąc przeciwieństwem surowego i drętwego wyznania Seta, Wielkiego Węża.
- Set

Pod pełnymi tuneli piramidami wielki Set skręca się śpiąc; pośród cieni grobowców ukrywają się jego mroczni ludzie.

## Klasy
Postać może reprezentować jeden z czterech głównych archetypów klas: Kapłana, Łotra, Żołnierza i Czarodzieja.

### Kapłan
Kapłani w Age of Conan są rozwinięciem ogólnej idei klasy. Kapłani Hyborii to protektorzy całej drużyny – wspierają w boju leczeniem i podnoszeniem statystyk, dbają o wysoki poziom życia każdego z jej członków. Klasa ta nie znosi najlepiej bezpośredniej konfrontacji, lecz w przeciwieństwie do wielu innych gier, w Age of Conan nawet kapłan może zadać duże obrażenia nim da się pokonać. Podczas rozwoju tej ścieżki klasowej gracz musi zdecydować się na jedną ze specjalizacji:
- Furia Seta

Kapłani ci oddali swe dusze Setowi. Oprócz domyślnych mocy uzdrawiania i wskrzeszania posiadają na podorędziu szeroki wachlarz czarów ofensywnych będących jednym z filarów dobrze zorganizowanej grupy graczy. Zwolennicy boga węża Stygii kontrolują błyskawice i właśnie za ich pomocą dokonują spektakularnych aktów destrukcji.
- Szaman Niedźwiedzia

Szamani Niedźwiedzia to fizycznie najsilniejsza spośród subklas kapłana. To także jedna z klas „uniwersalnych”. Łączy w sobie i wojownika, i nekromantę, i kapłana, wszystko zaś spaja przywiązanie do Matki Natury. Niedźwiedzi Szaman poza tą wieloklasowością ma jeszcze jeden wewnętrzny podział – podział duszy. Bywa on spokojny, kiedy to leczy, wskrzesza i używa umiejętności polepszających zdolności (lub rzuca klątwy), lecz czasem wpada w szał, kiedy włącza się w walkę całym sobą. Obrażania zadaje wówczas znaczące – może używać i obuchowej, jak i siecznej broni bliskiego zasięgu, a także łuków. Ostatecznie może wezwać ducha ogromnego niedźwiedzia.
- Kapłan Mitry

„Jasny Kapłan” – przeciwnik ucisku i tyranii, poświęca życie służbie sprawom wyższym. Jest to healer, lecz jego czary uzdrawiające (jako kompensacja bycia najsłabszą klasą ofensywną) swą mocą i dodatkowymi bonusami przyćmiewają nawet wskrzeszenia oferowane przez innych kapłanów. Potężna, lecz wymagająca doświadczenia w graniu postać będąca nieodłączną częścią każdego dobrego składu.

### Łotr
Wojownicy specjalizujący się w tej gałęzi prowadzenia walki mają za zadanie zadać jak najwyższe obrażenia w jak najkrótszym czasie. Nie są to karni rycerze ani oświeceni rebelianci – są brutalnymi, psychopatycznymi i sprytnymi mordercami noszącymi przy sobie śmiercionośną broń wszędzie, gdzie się udają. Podczas rozwoju tej ścieżki klasowej gracz musi zdecydować się na jedną ze specjalizacji:
- Barbarzyńca

Żywa kula armatnia. Zwinny niczym zwierzę, silny jak tytan wojownik dzierżący ciężkie i zabójcze bronie w obu rękach. W jego życiu słowo „magia” nie pojawia się prawie w ogóle. Barbarzyńca rozumie jedynie tężyznę fizyczną i to co potrafi ona zrobić z atakowanym przeciwnikiem. Nosi lekkie zbroje, gdyż nie ma sensu obciążać się dodatkowym żelastwem, gdy i tak zdąży dobiec i zabić toporem. Ich kombinacje walki wręcz są jednymi z najskuteczniejszych i najbardziej złożonych w całej grze.
- Skrytobójca

Klasa o bardzo długim treningu, ale i najwyższych wartościach obrażeń krytycznych w całej grze. Arsenał ich kombosów wzbogacono o umiejętność unikania ciosów przeciwników i ukrywanie się przed wzrokiem niepowołanych. Dobry skrytobójca używa dwóch sztyletów jednocześnie, co podwyższa wskaźnik szybkości ataku co najmniej o kilka metrów. Ataki tego mordercy mogą być modyfikowane specjalnie dla celu, który ma zostać wyeliminowany.
Skrytobójca może zabić cel praktycznie kilkoma błyskawicznymi ciosami, musi jednak się do niego zbliżyć (nie dając się wykryć), przygotować (wciąż pozostając w ukryciu) i zaatakować tak, by otworzyć sobie drogę do dużego kombosa bez możliwości przerwania go przez ruchliwą ofiarę. Jest to trudne, ale wysoce skuteczne.
- Łowca

Łowcy to najlepsi spośród hyboryjskich snajperów. Są w stanie z odległego wzgórza wybić całą grupę przeciwników, nim ci zdążą przebiec choć połowę odległości do niego. Dla wyższej skuteczności korzysta z różnych strzał – uziemiających, powodujących krwawienie itp.
Klasa ta daje wysoce unikatowy dobór dostępnych broni, kombosów i zdolności. Jako jedyna z postaci w grze ma też dostęp do efektywnego trybu FPS, który jest jedną z wielu opcji posługiwania się łukiem.

### Żołnierz
Synonim określenia „tank”. Nosi najcięższe zbroje, ma też najwyższy wskaźnik punktów życia – wytrzyma ogromne obrażenia i będzie w stanie zabójczo kontratakować. Jego zdolności są silnie ofensywne i stanowią prawdziwy postrach dla oddziałów wroga. Podczas rozwoju tej ścieżki klasowej gracz musi zdecydować się na jedną ze specjalizacji:
- Strażnik

Chodząca forteca. Może przywdziać pancerze, które potencjalnego mężczyznę zabiłyby swym ciężarem. Korzysta z wielu różnorodnych rodzajów broni, także tych miotających (kusza, noże). Bardzo wielu strażników dodatkowo korzysta z tarczy, która czyni z postaci ogromny 'młot' – trudny do zabicia a o ogromnej sile.
- Zdobywca

Zdobywca jest podziwianym przez żołnierzy ciężko opancerzonym dowódcą. Jego umiejętności są ściśle powiązane z rzemiosłem wojny – w bitewnym młynie czuje się jak w domu i umie go wykorzystać – wspiera swoich sojuszników wojennymi okrzykami, w sercach wrogach zaś sieje strach.
Klasa oferuje nie tylko wysoką wytrzymałość i spore zadawane obrażenia, ale również buffy rzucane na resztę drużyny. Unikatową cechą tej klasy jest możliwość wskrzeszania towarzyszy w trakcie walki.
- Mroczny Templariusz

Mroczny Templariusz zaprzedał się siłom mroku bytującym w Hyborii. Ohydne kulty, które praktykuje, dają mu nadludzką wytrzymałość i siłę pochodzącą od najciemniejszych demonów. Może stać w pierwszej linii starcia i wytrzymać wiele więcej ataków niż każdy inny żołnierz. Taktycznie i szermierczo zostaje odrobinę w tyle za resztą żołnierzy, może jednak skumulować w sobie ogromną, prymitywną moc niszczącą, przed którą zlęknie się każdy.

### Mag
Mag może i nie ma grubego pancerza, ani nie sieje zniszczenia ogromnym dwuręcznym mieczem, ma jednak inne zalety, bez których nie może obyć się żaden porządny komplet graczy. Może on w każdej chwili przyzwać potężne moce kreujące osłony, ataki, pułapki lub osłabienia. Podczas rozwoju tej ścieżki klasowej gracz musi zdecydować się na jedną ze specjalizacji:
- Herold Xotli

Klasa szaleńca, który chciał posiąść wszystkie umiejętności i moce jakie tylko istnieją. Akolici tej sztuki oddali swe dusze demonicznemu bogowi Xotli, co pozwala im na przykład na przeistoczenie się w uosobienia zła o różnych formach bojowych. Tryb walki jako demon czyni z maga niejako barbarzyńcę, gdyż w tej postaci gracz ma dostęp do tej raczej prymitywnej części umiejętności. Osobną gałęzią ich umiejętności jest magia ognia i przekleństw rzucanych na wrogów.
- Demonolog

Demonologowie to niejako naukowcy zajmujący się sztuką władania siłami piekieł i ziemi. Opanowali dwa rodzaje żywiołów – elektryczność i ogień. Jest to jednak moc opłacona mrocznymi paktami i składaniem regularnych ofiar z własnej krwi. Choć ich dusze są na stałe skażone piekłem, a ściana oddzielająca gracza świat od świata demonów kruchsza niż kiedykolwiek, władza na doczesnej ziemi to potężna pokusa, której oprzeć umie się niewielu.
- Nekromanta

Nekromanci to najodważniejsi z władających magią specjalistów. Bawią się najpotężniejszą ze sfer – śmiercią. W dążeniu do potęgi, podobnie jak demonologowie, nie znają granic. Ich umiejętności są w stanie przywrócić do świata żywych zmarłych, którzy pojawią się u boku swego pana pod postacią upiornych tworów o ogromnej mocy bitewnej.

## Rzemiosło
W Age of Conan można zarabiać nie tylko poprzez wykonywanie zadań. Są też drobne misje poboczne noszące znamiona przestępstwa (każdy z graczy bywa najemnym zbirem, skrytobójcą, ochroniarzem). Gracz może też zająć się handlem i wyrobnictwem.
Dzięki profesjom umożliwiającym tworzenie ekwipunku gracze nie tylko mogą zwiększyć atrakcyjność swojej wirtualnej postaci, ale także zbudować własną historię. Wytwarzając legendarne przedmioty stają się sławni wśród innych graczy, mogą też rozpocząć interesującą działalność gospodarczą sprzedając owoce swojej pracy. Jednym z pomysłów na urozmaicenie gry jest wprowadzenie do zabawy tzw. ekwipunku regionalnego. Sprzęt regionalny odzwierciedla szczególne cechy danego obszaru, jego cywilizacji i wyznawanych tam bogów. Ekwipunek jest też podzielony ze względu na klasy postaci występujących w grze. Na początek otrzymuje się trzynaście 6-częściowych zestawów ekwipunku (broń i zbroja) dla każdej z klas. Wzory niezbędne do nauki tworzenia nowego ekwipunku są w posiadaniu bossów rozproszonych po świecie gry i są dostępne dla postaci o najwyższych poziomach doświadczenia w Age of Conan (kategoria niebieskich przedmiotów). To kolejne plany Funcom skierowane na urozmaicenie rozgrywki osób, które osiągnęły w grze już niemal wszystko i poszukują nowych wyzwań. Pod względem współczynników sprzęt regionalny jest bowiem lepszy niż rzadkie nagrody z dotychczasowych podziemi.

### Zbieractwo
Można zbierać każdy z poniższych surowców, bez ograniczeń. Pozwala to na łatwiejsze organizowanie pieniędzy i szybszy rozwój rynku wytwórczego na serwerach. W każdej dziedzinie zdarzają się surowce bardzo rzadkie i drogie.
- Górnictwo: zbieranie surowców takich jak: cyna, miedź, żelazo.
- Poszukiwanie: zbieranie surowców takich jak: złoto, platyna, srebro.
- Garbarstwo: pozyskiwanie różnych rodzajów skór zwierząt.
- Obróbka kamieni: zbieranie surowców takich jak piaskowiec i granit.
- Tkactwo: zbieranie surowców takich jak len, wełna.
- Drwalstwo: zbieranie drewna.

### Profesje
W Hyborii są miejsca, gdzie natężenie konkretnych surowców jest bardzo duże, co skupia w większości handel ich pochodnymi. W momencie zdobycia wymaganego poziomu można wyszkolić się u specjalnego trenera, gdzie gracz będzie mógł z czasem podwyższać gracza poziom wtajemniczenia w rzemiosło. Można posiadać tylko dwie profesje.
- Płatnerz: wytwarzanie zbroi.
- Zbrojmistrz: wytwarzanie broni.
- Alchemik: mieszanie mikstur.
- Architekt: rozbudowa miast, szkicowanie planów.
- Jubiler: obróbka kamieni szlachetnych służących do umieszczenia w zbrojach lub w broni.

## PvP
Age of Conan dla graczy PvP posiada kilka rozwiązań.
Mini gry:
- Złap Czaszkę – zmagania dwóch zespołów. Jeden broni, a drugi próbuje pierwszemu odebrać czaszkę. Rozgrywka toczy się do ustalonego limitu punktów.
- Anihilacja Zespołów – gra typu deathmatch. Obie drużyny mają za zadanie zabić jak najwięcej przeciwników drużyny przeciwnej.
- Pijackie Burdy – upicie się w dowolnej tawernie i wdanie się w chaotyczną bójkę.

Inne:
- Otwarte PvP i Oblężenia

Jeden ze sztandarowych pomysłów gry – zdobywanie królestw gildiami lub wynajmowanie się nawzajem na bitwy na kontrolowanych przez przeciwnika battlekeepach. Na każdym serwerze jest ich ograniczona liczba. Walki w tym trybie i na tym terenie są dynamiczne i zacięte, gdyż korzyści z posiadania zapalnych terenów są ogromne.
- Serwery PvP

Dla fanów walki gracz kontra gracz przewidziano ostateczne rozwinięcie pomysłu z punktu powyżej – serwery mające system PvP wpisany niejako do zasad egzystencji każdego z użytkowników.
- Awans

Age of Conan oferuje graczowi system promowania bardzo licznej grupy czynności. Nagrody gracz dostanie i za bohaterskie czyny i za spędzanie wielu godzin w PvP (uzupełnionego o regularny system awansów). Kary również wchodzą w grę.
Wprowadzenie systemu złej sławy ma na celu dalsze wzbogacenie wrażeń płynących z potyczek między graczami. Dzięki temu mogą się oni przekonać, że podejmowane przez nich działania mają realne konsekwencje w świecie gry. W zależności od przyjętego przez gracza stylu gry PvP, ma on możliwość stać się w grze przestępcą, a nawet mordercą. Podjęcie działań antyspołecznych w trybie PvP, np. nękanie słabszych przeciwników, sprawi, że agresor otrzymuje tzw. „punkty mordu”. Punkty te wpływają na nastawienie bohaterów niezależnych wobec gracza. Mordercy stają się wyrzutkami społecznymi i są zmuszeni szukać schronienia poza murami miasta, w obozach dla wyjętych spod prawa. To właśnie tam mogą korzystać z usług handlarzy oraz znaleźć transport do innych lokacji. Każdy ze złoczyńców ma jednak szansę na rehabilitację. Mordercy mogą wykonywać określone zadania, które obniżają ich punkty mordu i wreszcie któregoś dnia będą mogli skorzystać z amnestii, pozbywając się tym samym statusu mordercy. Nim to jednak nastąpi, pozostali gracze mają prawo tropić i zabijać morderców, by w ten sposób karać ich za przestępstwa, których się dopuścili. Można dzięki temu zyskać sławę i uznanie na przykład jako pogromca przebiegłych złoczyńców.

## Polskie wydanie
Wersję zlokalizowaną można nabyć w dwóch wersjach. W niektórych sklepach jest też wciąż dostępna edycja międzynarodowa.

### Polskie tłumaczenie
Tłumaczenie gry:
- Adrian Czerwiński
- Adrian Wajer
- Dominika Rycerz
- Paweł Sarna

### Dubbing polskiej wersji dodatkuNarodziny zabójcy bogów
Głosów w polskiej wersji gry użyczyli:
- General Sheng – Włodzimierz Bednarski
- Emperor Yah Chieng – Włodzimierz Press
- The Entity – Ryszard Olesiński
- Yehonala – Katarzyna Skolimowska
- Keaira – Monika Węgiel
- Cang Jei – Jarzyna Jacek
- Lu Zhi – Iwona Rulewicz
- The Grey Leopard/Conan – Krzysztof Banaszyk

### Edycja podstawowa
W skład podstawowego wydania gry Age of Conan wchodzą:
1. Etui na pudełko do gry i pozostałe elementy
2. Pudełko na płyty
3. Dwie płyty DVD z grą
4. Płyta DVD z materiałami filmowymi
5. Płyta z muzyką do gry
6. Artbook
7. Instrukcja do gry
8. Przewodnik po Hyborii
9. Poradnik do gry

### Edycja kolekcjonerska
W skład kolekcjonerskiego wydania gry Age of Conan wchodzą:
1. Dwie płyty DVD z grą
2. Płyta DVD z materiałami filmowymi
3. Płyta DVD z dokumentem z produkcji polskiej wersji
4. Płyta z muzyką do gry
5. Artbook w twardej oprawie
6. Kolorowa instrukcja do gry
7. Kolorowy przewodnik po Hyborii
8. Kolorowy poradnik do gry
9. Podręczna pomoc ze skrótami klawiszowymi i talentami postaci
10. Mapa Hyborii
11. Koszulka fanowska
12. Klucze dla przyjaciół oferujące testowe konta do gry
13. Pudełko zbiorcze na wszystkie elementy
14. Przedmioty dostępne w samej grze – War Mammoth, The Drinking Cape oraz Pierścień Acheronu

Każdy z 1000 tych zestawów jest indywidualnie numerowany.